# Brent Johnson
Brent Spencer Johnson (* 12. März 1977 in Farmington, Michigan) ist ein ehemaliger US-amerikanischer Eishockeytorwart, der zuletzt bis 2012 bei den Pittsburgh Penguins in der National Hockey League gespielt hat.

## Karriere
Brent Johnson begann seine Karriere 1994 in der kanadischen Juniorenliga OHL bei den Owen Sound Platers. Nach seiner ersten Saison wurde er im NHL Entry Draft 1995 von den Colorado Avalanche in der fünften Runde an Position 129 ausgewählt. Er spielte noch zwei weitere Jahre für die Platers in der OHL, ehe Colorado die Rechte an ihm an die St. Louis Blues transferierten.
Ab dem Herbst 1997 spielte Johnson in der American Hockey League bei den Worcester IceCats, dem Farmteam der Blues. In der Saison 1998/99 kam er zu seinen ersten sechs Einsätzen in der National Hockey League und konnte überzeugen, verbrachte aber trotzdem den Großteil der Saison, sowie das komplette nächste Jahr in der AHL.
Im September 2000 wurde er wieder zum Trainingslager der St. Louis Blues eingeladen und konkurrierte mit Dwayne Roloson um den Posten als Back-up-Goalie hinter Roman Turek, wobei jeder damit rechnete, dass der erfahrene Roloson das Rennen machen würde. Doch Johnson konnte sich durchsetzen. Und verbrachte die gesamte Saison 2000/01 in der NHL bei den Blues und durfte als Ersatztorhüter 31 Spiele bestreiten, von denen er 19 gewinnen konnte.

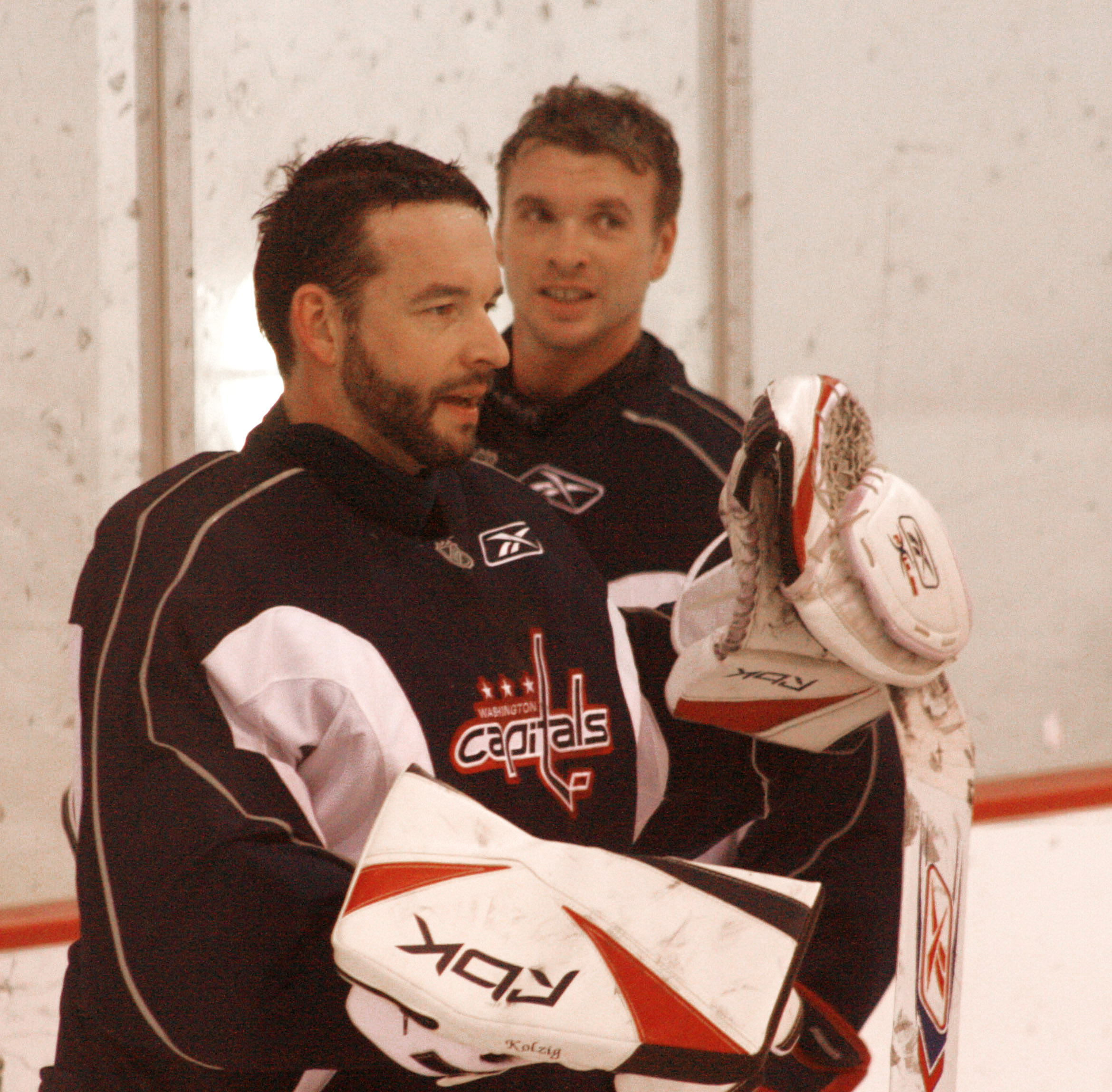
Olaf Kölzig und Brent Johnson

Im Sommer 2001 wurde Turek zu den Calgary Flames transferiert und Johnson nahm in der Saison 2001/02 die Position als Stammtorhüter ein. Er bewies damit, dass er durchaus das Zeug zum Stammtorhüter eines NHL-Teams hat und konnte 34 Siege holen und zeigte mit einem Gegentordurchschnitt von 2,18 einen hervorragenden Wert.
In der Saison 2002/03 war Johnson nicht mehr die unumstrittene Nummer eins in St. Louis. Zwar hatte er mit 38 Spielen die meisten Spiele aller Torhüter im Team absolviert, aber insgesamt wurden vom Team in der Saison sieben Torhüter eingesetzt. Hinzu kam, dass mit Chris Osgood ein Konkurrent verpflichtet wurde, der schon zwei Stanley Cups gewonnen hatte. Osgood übernahm auch in der Saison 2003/04 den Posten als unumstrittener Stammtorwart, während sich Johnson mit dem Österreicher Reinhard Divis die Rolle als Back-up-Goalie teilte und nur selten zum Einsatz kam.

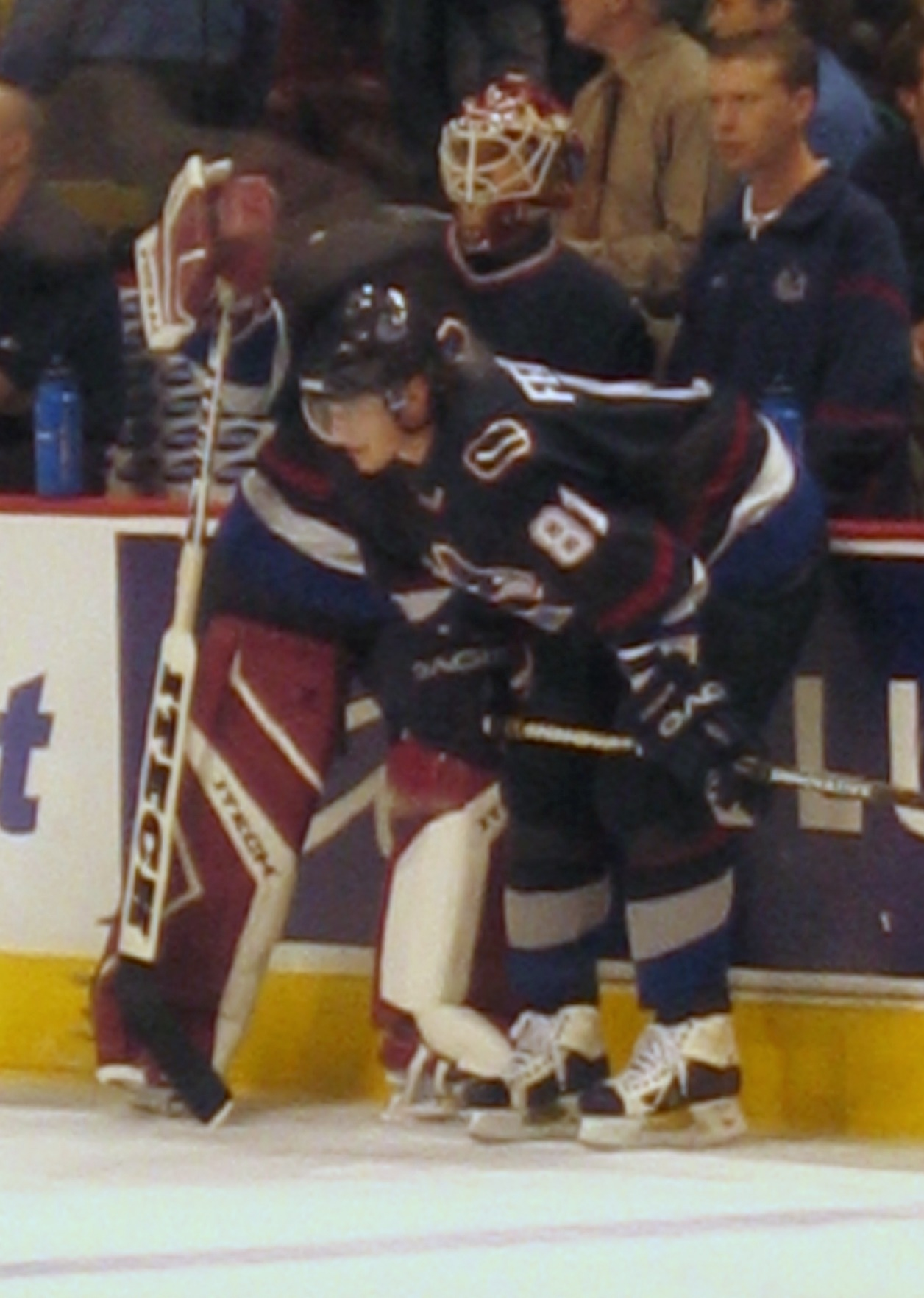
Brent Johnson und Fjodor Fjodorow von den Vancouver Canucks

Noch während der Saison wurde er im März 2004 zu den Phoenix Coyotes transferiert, wo er aber nur wenig Glück hatte und im restlichen Verlauf der Saison nur einen Sieg aus acht Spielen holen konnte.
Die NHL-Saison 2004/05 wurde wegen des Lockout abgesagt und im Sommer 2005 unterschrieb Johnson einen Vertrag bei den Vancouver Canucks. Kurz vor Beginn der Saison setzten ihn die Canucks auf die Waiver-Liste, weil sie ihn zu ihrem AHL-Farmteam, den Manitoba Moose, schicken wollten. Doch die Washington Capitals nutzten die Chance und verpflichteten Johnson von der Waiver-Liste.
Als Back-up-Goalie von Olaf Kölzig absolvierte er die Saison in der NHL, konnte aber nicht besonders glänzen, was aber auch daran lag, dass das Team in dieser Spielzeit als "Schießbude" der Liga galt.
Während der Saison 2006/07 verlängerten die Capitals den Vertrag mit Johnson um zwei Jahre.

## Besonderes
Am 4. Februar 2006 beim Spiel zwischen den Washington Capitals und den Tampa Bay Lightning standen sich Brent Johnson und John Grahame als Torhüter gegenüber. Das Besondere daran war, dass zum ersten Mal zwei Torhüter gegenüberstanden, die aus Familien kommen, die bereits in der zweiten Generation einen NHL-Torhüter stellen. Johnsons Vater Bob und Grahames Vater Ron standen bereits in der NHL zwischen den Pfosten.

## Familie
Der Eishockeysport hat große Tradition in Brent Johnsons Familie. Bereits sein Vater, Bob Johnson, spielte zwei Saisons in der NHL für die St. Louis Blues und die Pittsburgh Penguins. Sein Großvater Sid Abel gehörte zu den großen Spielern der vierziger und fünfziger Jahre. Er gewann drei Stanley Cups, erhielt die Auszeichnungen als wertvollster Spieler der NHL und wurde in die Hockey Hall of Fame aufgenommen. Die Detroit Red Wings ehrten ihn mit einem Banner mit seiner Nummer 12, der an der Hallendecke der Joe Louis Arena hängt. Die Nummer wird seitdem an keinen Spieler mehr vergeben. Nach seiner aktiven Karriere trainierte er noch mehrere Mannschaften in der NHL. Im Februar 2000 verstarb Sid Abel.